# Guilherme Natan de Lima
Guilherme Natan de Lima (Chapecó, Brasil, 9 de mayo de 1999), más conocido como Lima, es un futbolista brasileño que juega como centrocampista en el Chapecoense, de la Serie A de Brasil.

## Trayectoria
Lima ha realizado todas sus divisiones menores en el Chapecoense, en el 2016 es seleccionado por el técnico Caio Júnior para participar con el primer equipo, en la Primera División de Brasil.

## Clubes
| Club        | País   | Año             |
| ----------- | ------ | --------------- |
| Chapecoense | Brasil | 2016 - Presente |

- Datos: Q27950409